# M230鏈炮
M230鏈炮（英語：M230 Chain Gun）是一款由美国直升機製造商休斯直升機公司所研製，現由阿連特科技系統公司（簡稱：ATK）所生產的單管鏈炮，发射30×113毫米機炮炮彈。
它是一門由電力操作的鏈炮，利用外力（而非後坐力或由擊發彈藥所產生的高壓氣體膨脹）以完成武器每發之間的射擊循環。

## 研製歷史
1972年，休斯直升機公司開始了由公司所資助的研究工作，以設計一門發射美軍M50 20公釐彈藥的單管機炮。到了1973年4月，原型（A型號）的計劃改為發射正在測試中、更強大的30公釐WECOM彈鏈鏈接式彈藥。1975年1月，新增了無彈鏈供彈版本的C型號，並裝在當時擬議中的先進攻擊直升機YAH-64上使用；該直升機最終被採納為AH-64「阿帕契」直昇機，並採用C型為其武器裝備。彈鏈鏈接彈藥版本原計劃裝在AH-1S「眼鏡蛇」上使用，但後來放棄了。

## 設計細節

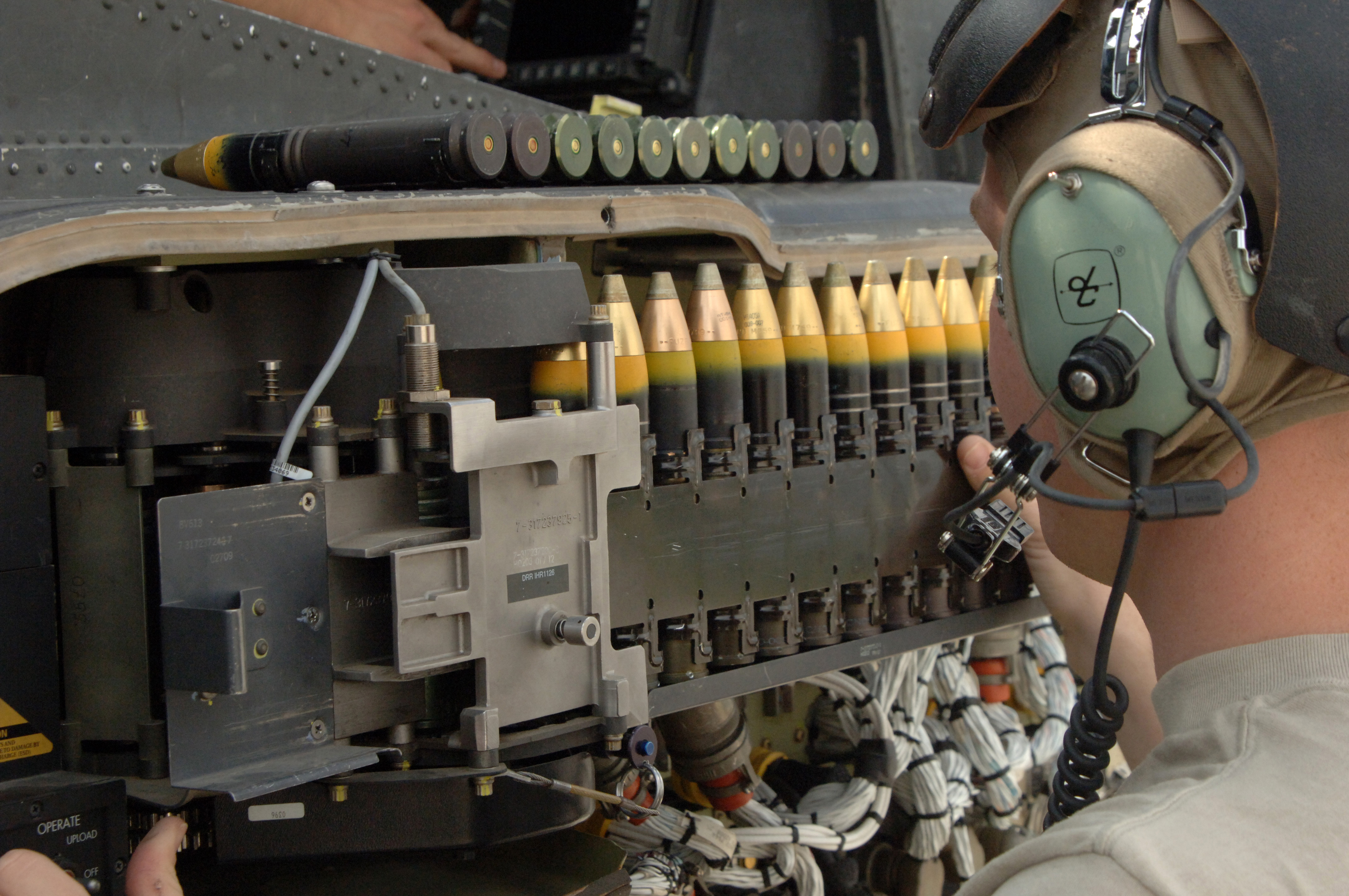
M789 HEDP 30公釐發彈藥裝填上一架AH-64D長弓阿帕契攻擊直升機，攝於2007年4月。

### 阿帕契和直接行動滲透者的機炮架
M230鏈炮是AH-64「阿帕契」攻击直升機上的武器系統，也可用於MH-60L「直接行動滲透者」直升機以上。M230被安裝在機鼻砲塔內。它使用了一台2馬力的电动机操作，以625（±25）發／分鐘的發射速率發射30公釐無彈鏈供彈式彈藥。該鏈炮需要0.2秒的閥芯時間以實現這個射速。其實際射速大約為300發／分鐘，由於該鏈炮為氣冷式而需要10分鐘的時間進行冷卻。該機炮具有主動型引燃保險以清潔開放式槍栓，以及雙重RAM預防裝置。發射過後的彈殼會通過機炮的底部拋出機外。
在阿帕契以上的機炮架採用了輔助液壓系統以轉動機炮。海拔是通過位於機炮的中心線正前方的轉動支點的液壓致動器所提供。該機炮裝有彈簧，當發生失去了液壓動力的事件而令槍管傾斜了大約11°的時候，會協助機炮返回到它的中心線收起位置。這使得安裝在副駕駛席下方的機炮，在出現硬著陸事件時能夠乾淨利落地折疊並進入在兩個駕駛席之間的設計空間。這可以防止機炮進入駕駛席，成為一個隱患。
阿帕契攻擊直升機上裝有一個由梅吉特防禦系統公司所設計和生產、被稱為12-PAK的設備，能夠攜帶多達1,200發該機炮的炮彈。然而，被美國陸軍所採用的阿帕契由於還使用了特殊的內置式燃料箱，羅伯遜IAFS（被乘員組稱為羅比油箱），令導致彈倉容量減少至300發。AH-64D阿帕契長弓攻擊直升機的彈藥是由武裝人員通過使用機載式機動裝彈機和特殊彈藥操作托盤來裝填。而AH-64A則需要專門的地勤支援設備來裝填。
M230能夠發射「亞丁」及「德發」所用的30×113毫米機炮炮彈，只是，M230所使用的輕量型30公釐炮彈（M788／M789／M799）是由輕合金所構成，而非黃銅或鋼製彈殼，以節省重量並且被美國軍隊所使用。M230的彈藥並不與為亞丁或德發等武器所設計的彈藥作反向兼容。M788打靶訓練（TP）型彈藥可以藉由靠近彈鼻的藍色帶來區分，而M789高爆雙用途（英語：High Explosive Dual Purpose）型彈藥藉由黃色條紋之上的黑色帶來區分，M799高爆燃烧（HEI）型彈藥則是藉由紅色條紋頂上的黃色帶來區分。由於M799高爆燃燒彈有著於炮管內爆炸的危險，因而沒有被美國軍隊所採用。通用动力公司以下的一個業務部門，通用動力軍械和戰術系統公司（英語：General Dynamics Ordnance and Tactical Systems），已經獲得一份由美國陸軍締約司令部批出、生產和交付30公釐M789高爆雙用途彈彈藥的炮彈合約。30公釐M789高爆雙用途彈是AH-64阿帕契攻擊直升機的主要戰術彈種，廣泛應用於目前的作戰行動上。由於阿帕契攻擊直升機是以最小的附帶損壞能力來提供準確的空中支援，導致M789彈藥的使用日益增加和大量需求。
M789通常被用作M230的彈藥。每發都載有21.5克（0.76盎司）锥形装药內襯式密封炸藥。金屬錐型內襯殼體受擠壓變形並在高溫高壓作用下聚焦形成的高速金屬射流能夠貫穿超過50.8公釐（2英吋）的軋壓均質裝甲。此外，該彈藥的外殼也被設計成在撞擊時產生破片。對未受保護而站立的目標的致命半徑為最佳條件下約3.05公尺（3.33码，10英尺）。M789大約需要2秒達到1,000公尺（1,093.61码，3,280.84英尺）。然而，要是彈藥的初速變慢，則需要超過12秒才覆蓋3,000公尺（3,280.84碼，9,842.52英尺，1.86英里）。

## M230LF和Mk 51模組化先進武器系統
由阿連特科技系統公司所提供的M230LF是阿帕契攻擊直升機的機炮的能力增強型版本，其特徵包括防遲發系統，因應掛鉤彈藥的利用而裝上的脫鏈供彈機及延長長度的槍管，從而在同樣發射M789高爆雙用途彈和北約標準的30×113毫米「亞丁」或「德發」的機炮炮彈，發射速率降低至200發／分鐘，而總長度增加至2,181.1公釐（85.87英吋），M230鏈炮還可安裝在巡邏艦艇（例如DV-15攔截者多用途快艇）及地面車輛的封閉砲塔內。

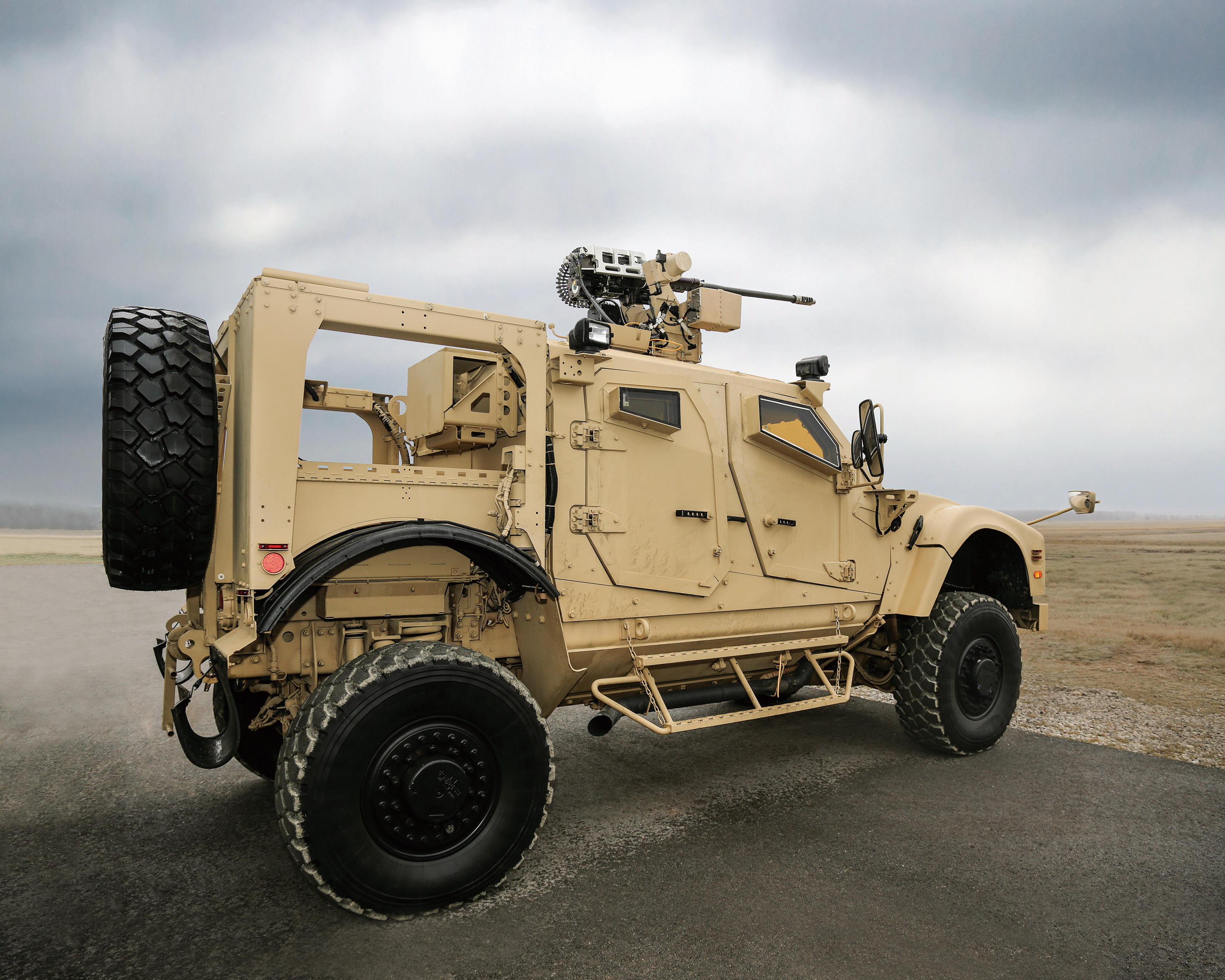
裝備於聯合輕型戰術車的Mk 51模組化先進武器系統

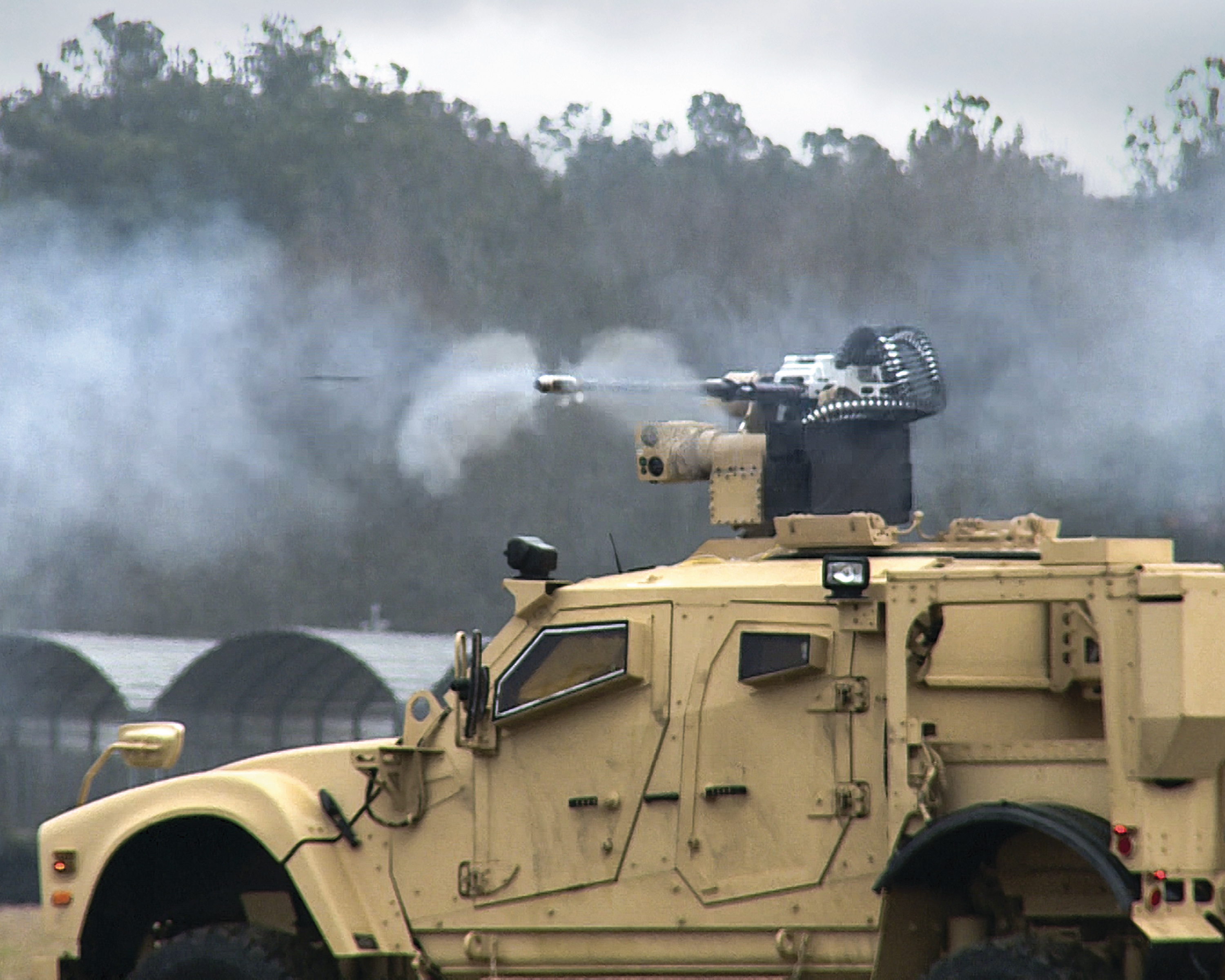
聯合輕型戰術車的M230LF30公釐鏈炮進行試射

Mk 51模塊化先進武器系統（英語：Modular Advanced Weapon System，簡稱：MAWS）是一門與美國海軍合作研製的輕型火炮系統，利用開放式炮架裝上一門遙控操作式M230LF。它是由遙控操作者控制台（英語：Remote Operator's Console，簡稱：ROC）操控並由觸控式面板顯示屏和延長式日間彩色電視屏與任何雙握把或搖桿所控制。
2015年2月，奧什科甚防務與阿連特科技系統公司就在奧什科甚M-ATV MRAP上架設了M230LF以進行試射以展示於聯合輕型戰術車上裝設中型武器系統的可行性和有效性，此次試射展示了其行進中射射擊的準確性有所提高，裝備於重量不到400千克（880磅）的R400S Mk 2三軸穩定式遙控武器站上時改進了M-ATV的殺傷力，穩定的裝設於遙控武器站上的M230LF只加重了72.6千克（160磅）卻提高了通常只用於較為重型的戰鬥車輛的機動精確殺傷力並還保有出色的越野機動和MRAP防護能力。
奧什科甚還將M230LF裝設於L-ATV上，藉以達到美國陸軍輕型偵察車輛（LRV）的用途。
最新版本XM914鏈砲，可裝載在遙控砲塔以上。

## 使用機型
有使用AH-64“阿帕契”的國家皆有採購。其他為：
- 阿古斯特維斯特蘭阿帕契AH MK1
- 西科斯基MH-60L“滲透者”（DAP）
- 西班牙航空工業／印尼航太AC-235

## 圖集

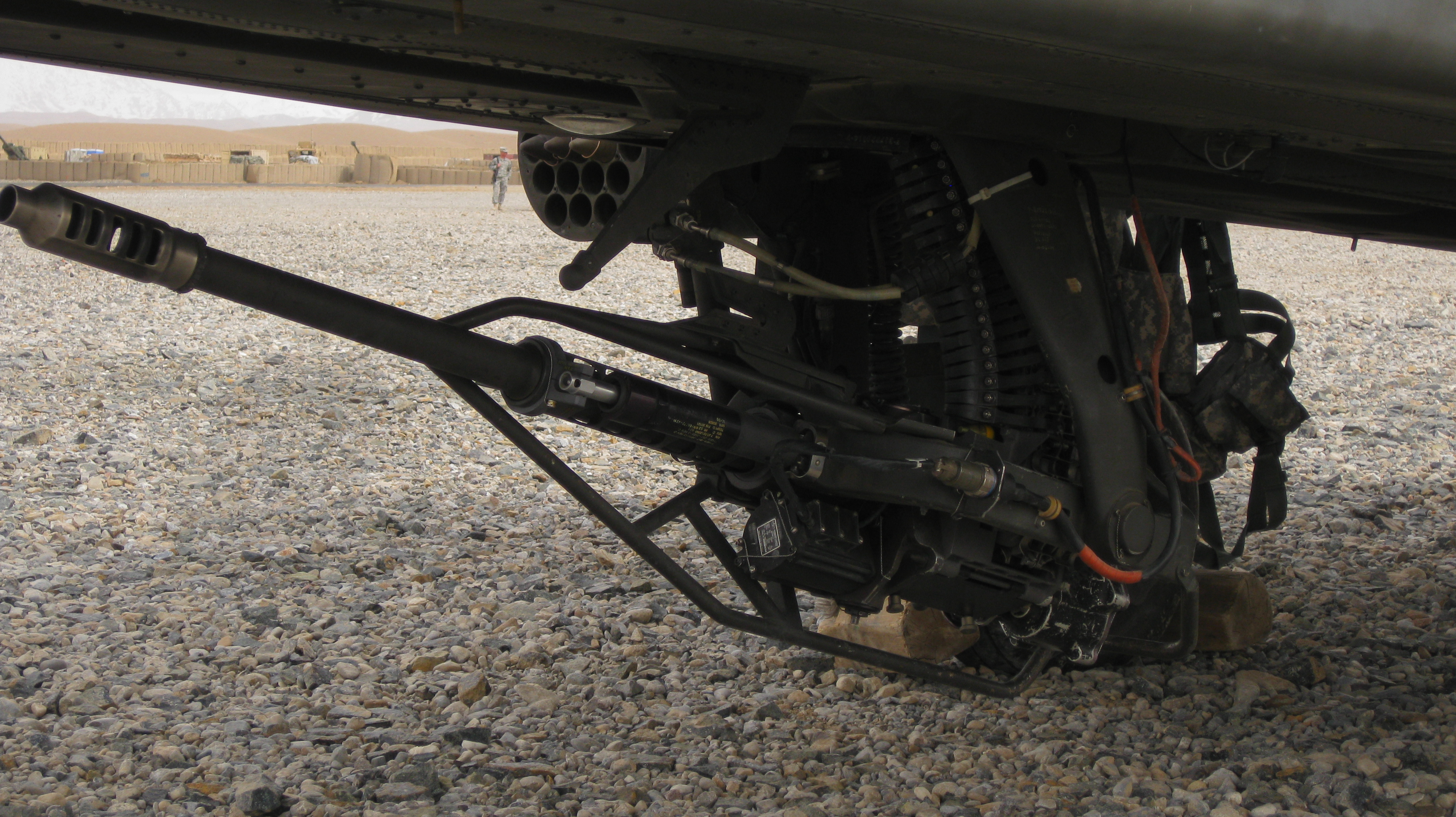
安裝在一架AH-64「阿帕奇」上的一門M230鏈炮，攝於阿富汗洛加爾省，2009年3月。
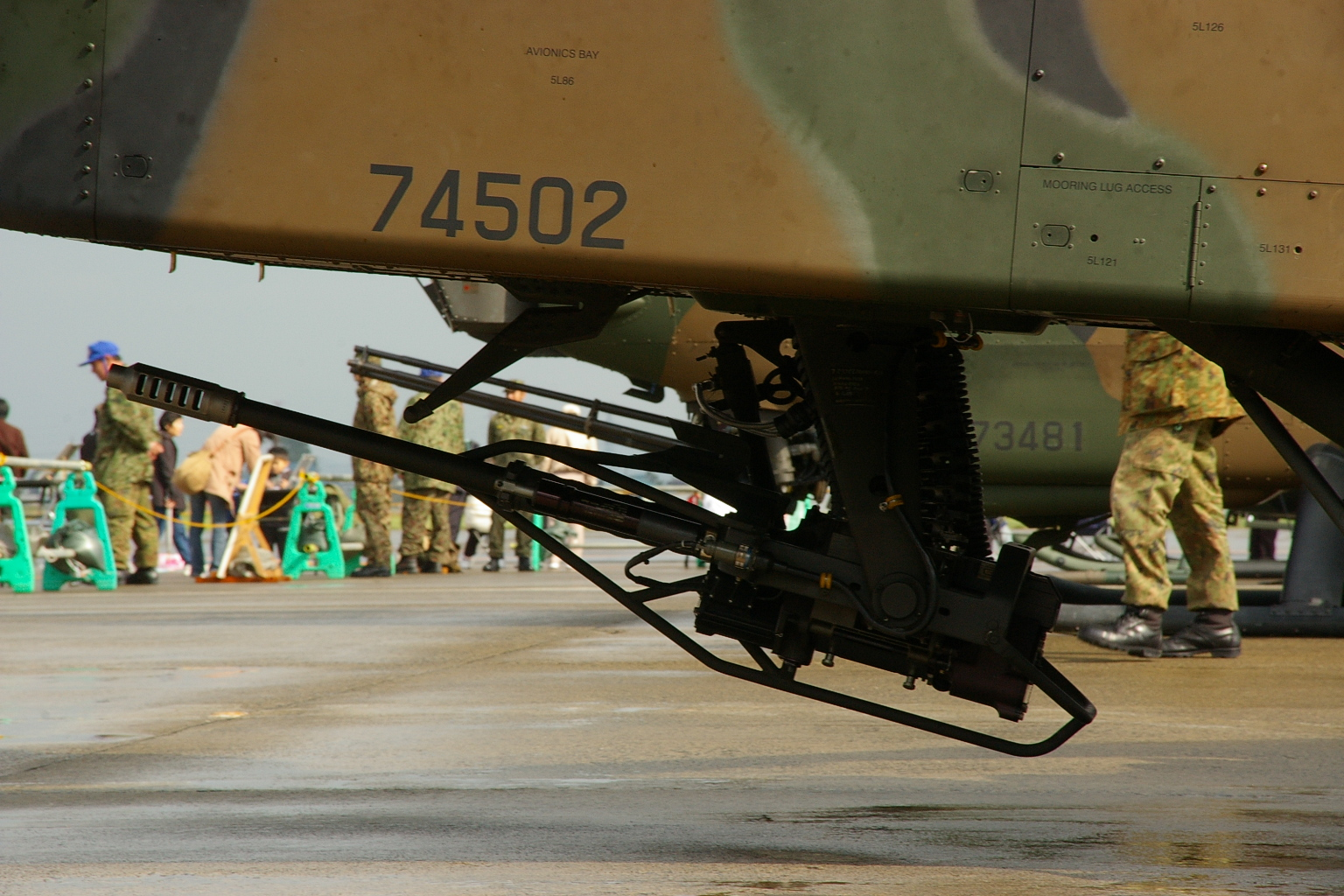
安裝在AH-64D長弓阿帕契攻擊直升機下的M230鏈炮。
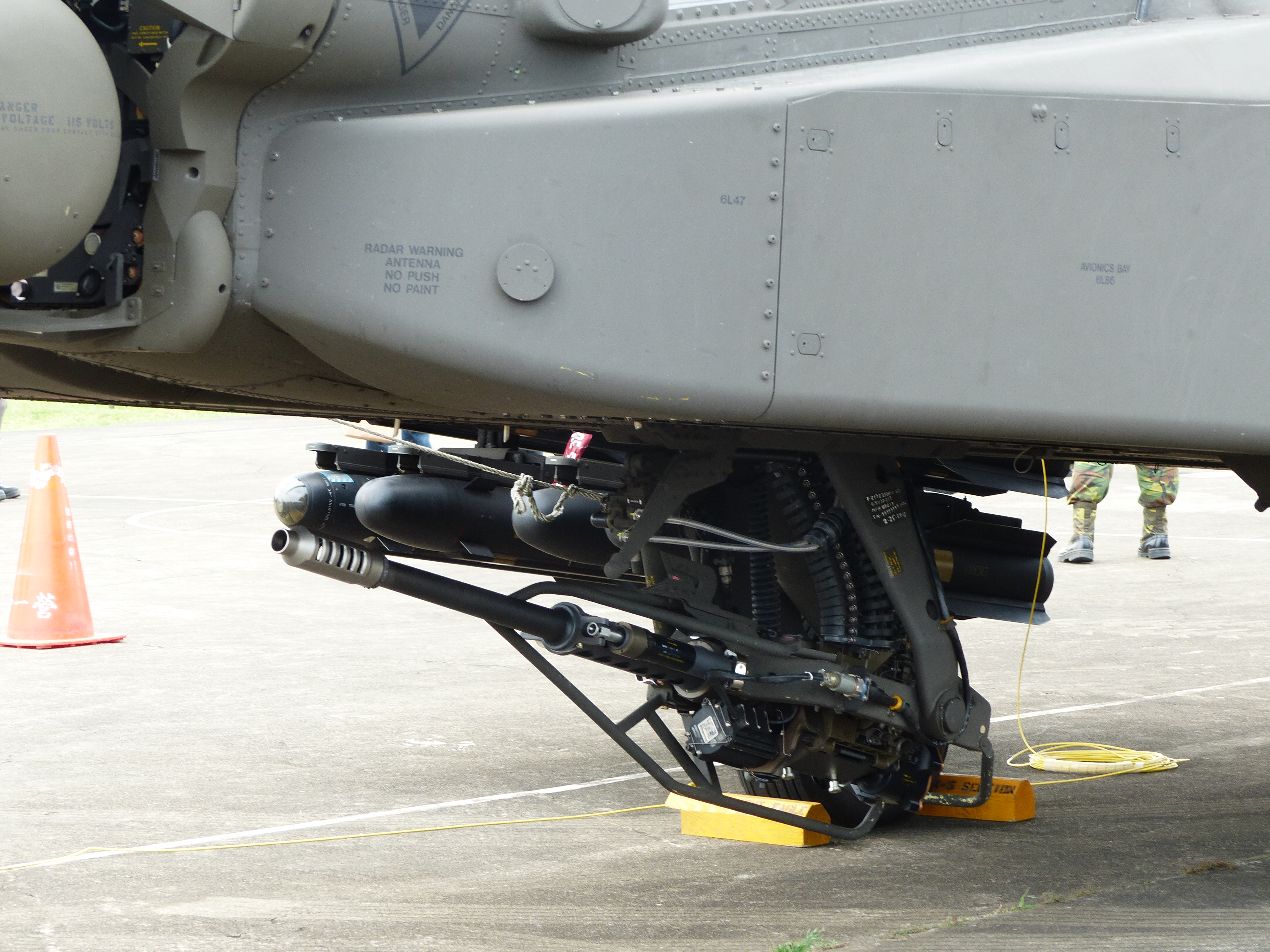
安裝在一架AH-64E守護神阿帕契攻擊直升機機頭下方的M230鏈炮。
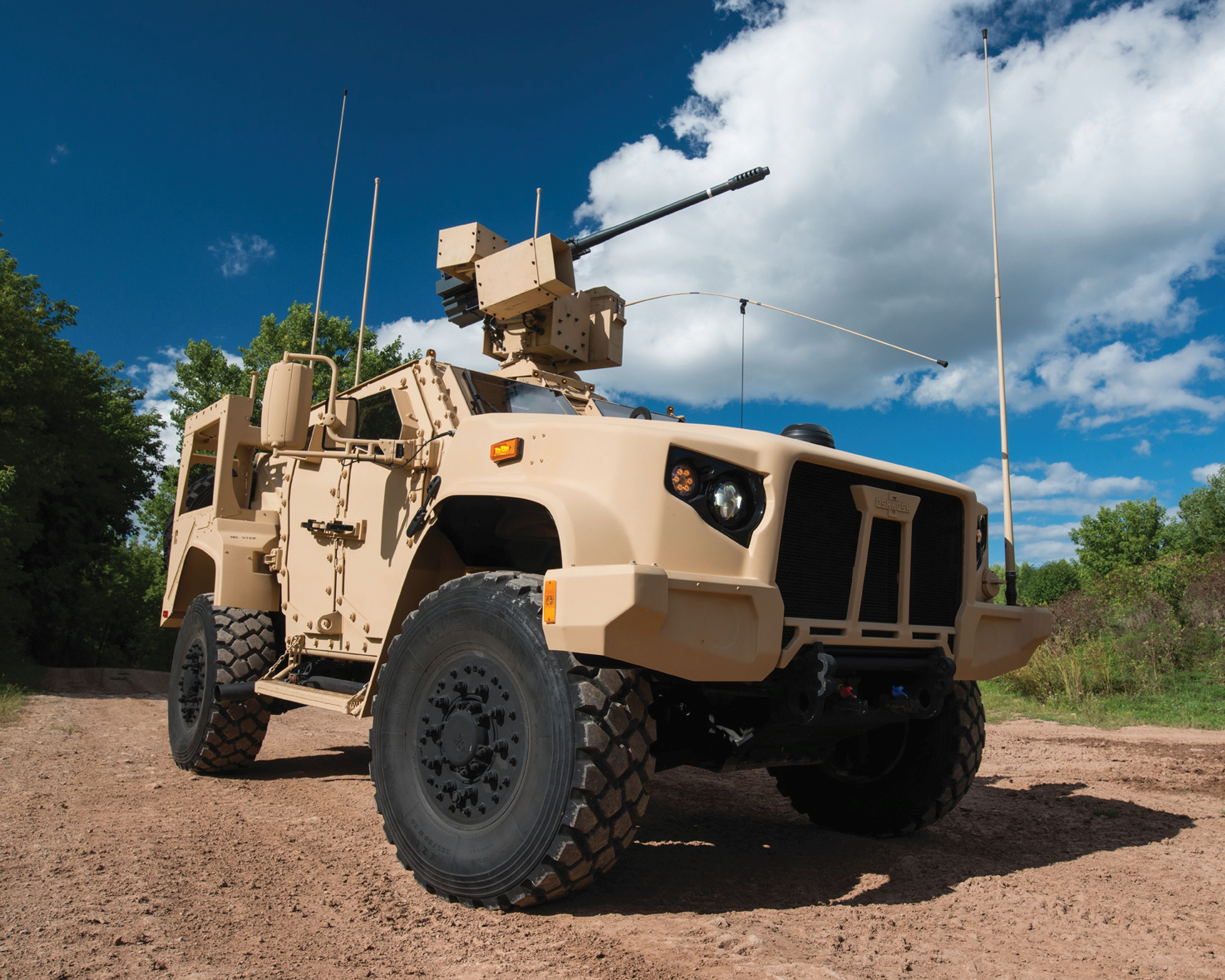
裝備於聯合輕型戰術車上的M1278重型槍架，配置時奧什科甚L-ATV（英语：Oshkosh L-ATV）裝備了與軌道阿連特M230LF30公釐鏈炮整合的EOS R-400S Mk2遙控武器系統。
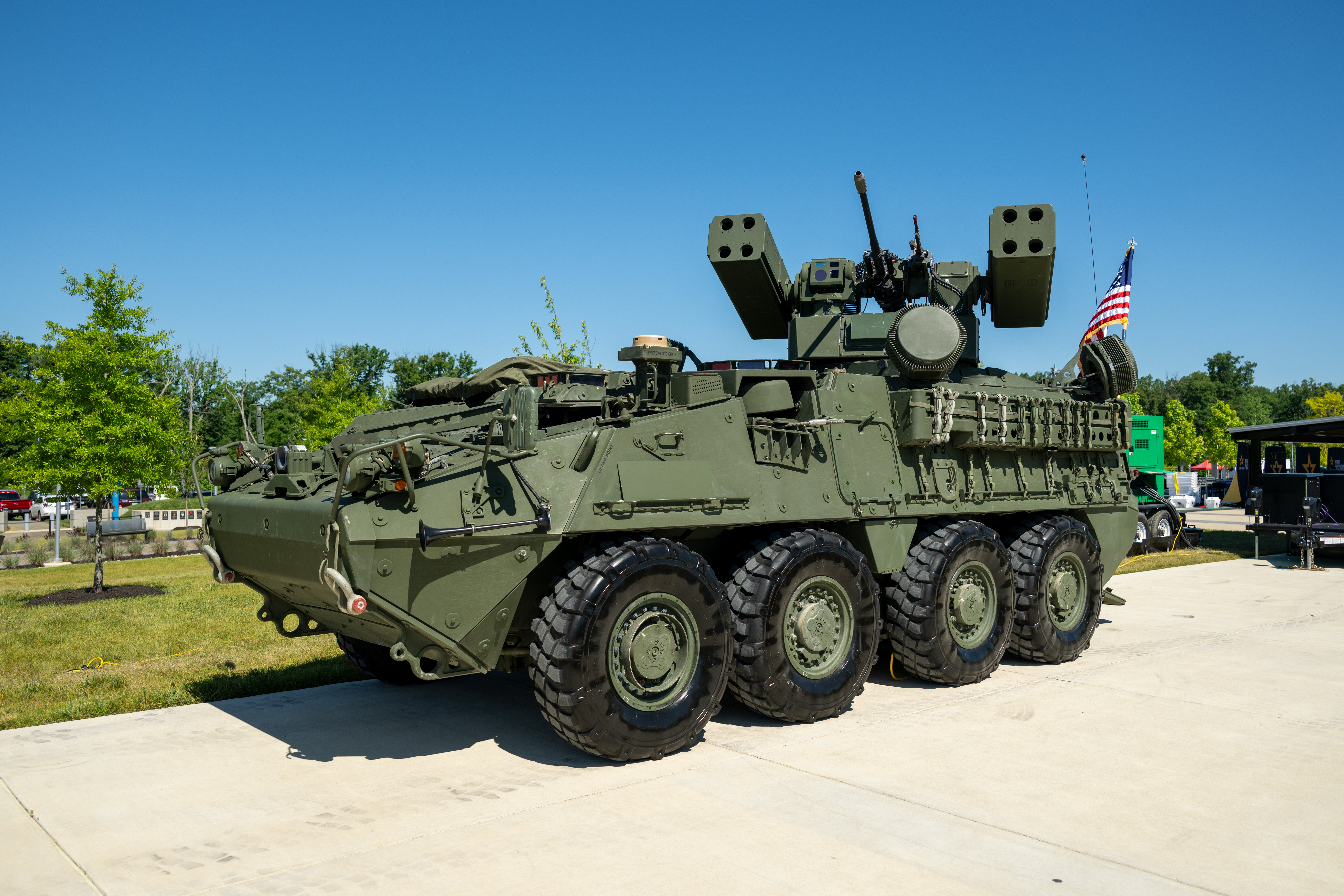
裝備於史崔克M-SHORAD（英语：Stryker#SHORAD）上的M230LF30公釐鏈炮。

## 資料來源
注釋
1. ↑  Lee, T.W. . ABC-CLIO. 30 December 2008: 118  [2021-02-07]. ISBN 978-0-275-99536-2. （原始内容存档于2020-02-15）.
2. ↑  . www.deagel.com.   [3 November 2017]. （原始内容存档于2020-02-15）.
3. ↑  Richardson & Peacock, 1992, pp. 38-40.
4. ↑  Chinn, George M. (Lt.Col., USMC, Retd) (编).  (PDF) Vol. V. Ann Arbor, Michigan: Edward Brothers Publishing Co. 1987  [13 October 2013]. （原始内容存档 (PDF)于2019-01-02）.
5. ↑  . globalsecurity.org. 2013  [13 October 2013]. （原始内容存档于2011-06-03）.
6. ↑  .   [30 September 2011]. （原始内容存档于2009年4月20日）.
7. ↑  . boeing.mediaroom.com. 2013  [13 October 2013]. （原始内容存档于2014-10-20）.
8. ↑  . Federation of American Scientists. 8 January 1999  [13 October 2013]. （原始内容存档于2020-10-22）.
9. ↑  Williams, Anthony G. . quarry.nildram.co.uk. July 2010  [13 October 2013]. （原始内容存档于2012年10月25日）.
10. ↑  .   [2021-02-07]. （原始内容存档于2010-07-24）.
11. ↑   (PDF). Alliant Techsystems. 2013  [13 October 2013]. （原始内容 (PDF)存档于2014-04-29）.
12. ↑   (PDF).   [2021-02-07]. （原始内容存档 (PDF)于2011-11-04）.
13. ↑   (PDF). National Defense Industrial Association (NDIA): Joint Armaments Conference, Exhibition & Firing Demonstration. May 2010  [13 October 2013]. （原始内容 (PDF)存档于2015年2月21日）.
14. ↑  Oshkosh, Orbital ATK, EOS unveiled strong integration capabilities during live fire demonstration （页面存档备份，存于） - Armyrecognition.com, 19 February 2015
15. ↑  Gun Truck: Oshkosh Unveils 30mm Chaingun JLTV For Army Recon （页面存档备份，存于） - Breakingdefense.com, 9 September 2016

參考文獻
- Richardson, Doug & Peacock, Lindsay. . London: Salamander Books. 1992. ISBN 0-86101-675-0.

## 外部連結
- （英文）—GlobalSecurity.org m230 Automatic Gun （页面存档备份，存于）
- （英文）—M230 Automatic Gun at FAS.org （页面存档备份，存于）
- （英文）—The Firearm Blog.com—Room for innovation: Could man-portable Chain Guns become a reality? （页面存档备份，存于）